# Hodice (przystanek kolejowy)
Hodice – przystanek kolejowy w miejscowości Hodice, w kraju Wysoczyna, w Czechach Znajduje się na wysokości 555 m n.p.m..
Na stacji nie ma możliwości zakupu biletów, a obsługa podróżnych odbywa się w pociągu.

## Linie kolejowe
- 227 Kostelec u Jihlavy – Slavonice